# قایسارلی
قایسارلی (به لاتین: Qaysarlı) یک منطقه مسکونی در جمهوری آذربایجان است که در شهرستان قاخ واقع شده است. قایسارلی ۳۲۳ نفر جمعیت دارد.